# Hieródulo
Los hieródulos (en griego antiguo ἱερόδουλοι, ‘esclavos del templo’) eran hombres y mujeres dedicados como esclavos al culto de los dioses. Eran de origen oriental, y aparecen con mayor frecuencia relacionados con el culto de las deidades de Siria, Fenicia y Asia Menor.
Consistían en dos clases: 
- Una, compuesta por los esclavos propiamente dichos, que atendían todas la tareas bajas relacionadas con la adoración de los dioses, el cultivo de las tierras sagradas, etcétera, y cuyos descendientes continuaban en la misma condición servil
- Otra, que comprendía a aquellas personas libres que se ofrecían como esclavos a los dioses, y que eran bien asignadas a los templos o bien dispersadas por todo el país, llevando a los dioses el dinero que ganaban. A esta última clase pertenecían las mujeres, que se prostituían y presentaban a los dioses el dinero que obtenían de esta forma.

La pompa con la que se celebraba la adoración religiosa en Oriente y los vastos dominios que muchos de los templos poseían exigían un gran número de siervos y esclavos. Así, el gran templo de la Comana capadocia poseyó hasta 6.000 hieródulos, y el de Morimene contó con 3.000 de estas personas. Tan numerosos eran los hieródulos en Tiro que el sumo sacerdote obtenía frecuentemente con su apoyo la dignidad real.
Estas grandes cifras surge de la idea, prevalente en Oriente, de que la deidad debe tener una cierta clase de personas especialmente dedicadas a su servicio y separada de las tareas ordinarias de la vida, y que era el deber de todos quienes podían proveer cuantas personas pudieran a este servicio. Así, los reyes dedicaban como esclavos sagrados a los prisioneros que tomaban en la guerra, los padres a sus hijos, e incluso personas de las mejores familias enviaban a sus hijas a los templos para sacrificar su castidad a los dioses, al menos hasta el momento de su matrimonio. Esta costumbre de mujeres ofreciendo su castidad a los dioses era de origen antiguo en Oriente, y parece haber surgido de la noción de que los dioses deben tener los primeros frutos de cada cosa. La costumbre prevaleció en Babilonia, así como en muchos otros lugares.
Por supuesto, los templos griegos tenían esclavos para realizar las tareas más bajas, pero también hay menciones en algunos templos griegos de personas libres de uno y otro sexos que se dedicaban voluntariamente a los servicios de algún dios, y a quienes se solía aplicar el término hieródulos. Los dueños que querían dar la libertad a sus esclavos, pero no podían realizar la manumisión por diversos motivos, los presentaban a algún templo como hieródulos a modo de regalo o venta, y así les procuraban en realidad la libertad. Estos casos de liberación aparecen frecuentemente en inscripciones, y son explicados extensamente por Curtius.
Las hieródulas, que se prostituían, sólo se hallaban en Grecia relacionadas con el culto de divinidades de origen oriental, o con las que muchos de sus ritos religiosos procedían de Oriente. Este era el caso de Afrodita, originalmente una diosa oriental. En su templo de Corinto había un millar de ἱερόδουλοι ἑταἳραι (hieródulas heteras) y también un gran número de ellas en su templo de Erice, en Sicilia.